# Xysticus abditus
Xysticus abditus es una especie de araña cangrejo del género Xysticus, orden Araneae. Fue descrita científicamente por Logunov en 2006.

## Distribución geográfica
Se distribuye por Bulgaria y Turquía.